# ItWasntEnough
ItWasntEnough è il terzo EP pubblicato dal rapper statunitense XXXTentacion il 18 marzo 2016 su Soundcloud.

## Descrizione
Inizialmente, l'EP doveva essere un mixtape intitolato ItWillAllBeOverSoon: solo Snow, Manikin e I LUv My CLiQuE LiKe KaNyE WeSt erano destinate a far parte di esso. Successivamente, I spoke to the devil in Miami, he said everything would be fine è stata aggiunta.

## Tracce
1. Snow (featuring Killstation) – 1:48 (testo: Killstation, Jahseh Onfroy – musica: Killstation)
2. Manikin (featuring wifisfuneral) – 3:01 (testo: wifisfuneral, Jahseh Onfroy – musica: GRiMM Doza)
3. I LUv My CLiQuE LiKe KaNyE WeSt – 3:00 (testo: Jahseh Onfroy – musica: Cudda)
4. I spoke to the devil in Miami, he said everything would be fine – 2:58 (testo: Jahseh Onfroy – musica: Alasen, JakesAlive, XXXTentacion)

## Formazione
Musicisti
- XXXTentacion – voce, testi, produzione
- wifisfuneral - voce, testi
- Killstation - produzione, voce, testi

Produzione
- Alasen - produzione
- Cudda - produzione
- GRiMM Doza - produzione
- JakesAlive - produzione